# Abplattmaschine
Eine Abplattmaschine ist eine Maschine zum Hobeln von Abplattungen, den meist schräg abgesetzten Rändern der Füllungen von Türen oder Wandverkleidungen.
Im Maschinentisch ist zwischen zwei Arbeitstischen eine Messerwelle gelagert. Auf den Tischen sind ein Führungsanschlag und ein Führungswinkel angebracht. Durch Höhenverstellung der Tische wird die Breite der Abplattung eingestellt, die Führungen lassen sich an die Werkstückdicke anpassen. Die Zuführung erfolgt per Hand, es werden alle vier Ränder ein- oder beidseitig gehobelt.
Im Grundaufbau gleicht die Abplattmaschine einer Abrichte. Früher wurde sie in Tischlereien eingesetzt, mittlerweile werden Abplattungen mit Fräsmaschinen oder Bearbeitungszentren hergestellt.